# Heist-op-den-Berg
Heist-op-den-Berg (nederländskt uttal: [ˌɦɛi̯st ɔp dɛn ˈbɛrx]) är en kommun i provinsen Antwerpen i regionen Flandern i Belgien. Kommunen har cirka 42 950 invånare (2020).